# Jan-Olof Edlind
Bror Jan-Olof "Janne" Edlind, född 5 februari 1956, är en svensk före detta fotbollsspelare som representerade Gais 1974–1979.
Edlind var en egen produkt i Gais, och lyftes inför säsongen 1974 upp i klubbens A-lag. Han fick denna säsong ingen speltid i allsvenskan, men spelade 4 matcher (0 mål) när Gais säsongen därpå åkte ur serien. Därefter var han bänkad i division II 1976, innan han 1977 blev ordinarie i A-laget. Sammanlagt spelade Edlind 67 seriematcher (1 mål) för Gais, innan han till säsongen 1980 gick till BK Häcken.